# Alstonia scholaris
Espèce
Classification phylogénétique
Statut de conservation UICN

 LC  : Préoccupation mineure
Alstonia scholaris (synonyme : Echites scholaris), de la famille des Apocynaceae, communément appelé Dita, quinquina d'Australie, quinquina d'Inde, alstonia des écoliers, arbre du diable, écorce amère, est un arbre tropical à feuilles persistantes, originaire du sous-continent indien et de l'Asie du Sud-Est.

## Description
Alstonia scholaris est un arbre glabre qui croît jusqu'à 40 m de hauteur.
L'écorce est grisâtre et les ramilles produisent abondamment des lenticelles.
L'écorce est presque inodore et très amère, et produit une sève laiteuse et amère.
Les feuilles sont coriaces, luisantes au-dessus et blanches au-dessous.
Les feuilles sont groupées en verticilles de 3 à 10. Leur forme est obovale ou étroitement spatulée, cunnéées à la base, et à l'apex arrondi. Les nervures latérales par paires de 25 à 50, et orientés à 80-90° par rapport à la veine centrale. Les pétioles sont longues de 1 à 3 cm.
Les cymes sont denses et pubescentes. Le pédoncule est long de 4 à 7 cm. Les pédicelles sont généralement aussi longues ou plus courtes que le calice. La corolle est blanche et en forme de tube long de 6 à 10 mm. Les lobes sont largement ovées ou obovale de 2 à 4.5 mm. Les ovaires sont distincts et pubescentes. Les follicules sont distincts et linéaires.
Les fleurs sont très parfumées, d'une odeur capiteuse et agréable 
Les graines d'Alstonia scholaris sont de forme oblongue, avec des bords ciliées, et se terminent avec des touffes de poils de 1,5 à 2 cm.

## Répartition
Alstonia scholaris est originaire des régions suivantes :
- Chine: Guangxi (sud-ouest), Yunnan (sud)
- Sous-continent indien : Inde, Népal, Sri Lanka
- Asie du Sud-Est: Cambodge, Myanmar, Thaïlande, Vietnam, Indonésie, Malaisie, Papouasie-Nouvelle-Guinée, Philippines, Viêtnam.
- Australie: Queensland

Il a également été naturalisé dans plusieurs autres régions tropicales et subtropicales.

## Utilisation
L'écorce contient des alcaloïdes ditamine, échitenine et échitamine, utilisés pour servir d'alternative à la quinine. À un moment, une décoction d'écorce a été utilisée pour traiter la diarrhée et le paludisme, ou encore comme tonique, fébrifuge, emménagogue, anticholérique et vulnéraire. Une décoction de feuilles a été utilisée pour le béribéri. L'ayurveda recommande Alstonia scholaris pour les problèmes intestinaux.
Au Sri Lanka, son bois clair est utilisé pour la fabrications des cercueils. A Bornéo, le bois proche de la racine est très léger et de couleur blanche ; il est utilisé pour la flotte, les ustensiles de cuisine, les planches à découper et les bouchons, etc. À Bali, c'est le bois principalement utilisé pour fabriquer les masques traditionnels, comme ceux utilisés dans la danse Topeng.

## Galerie

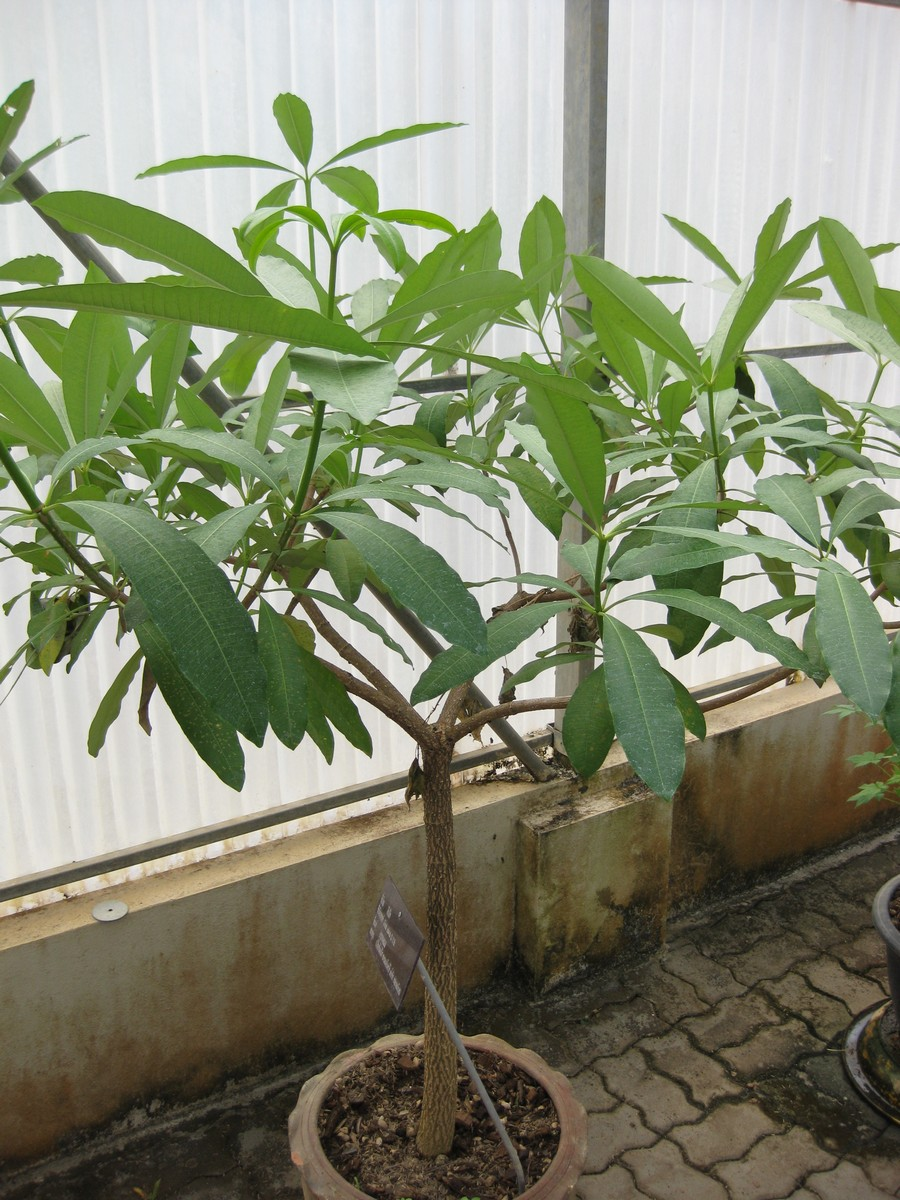
Alstonia des écoliers en pot, Jardin botanique de la reine Sirikit, Thaïlande
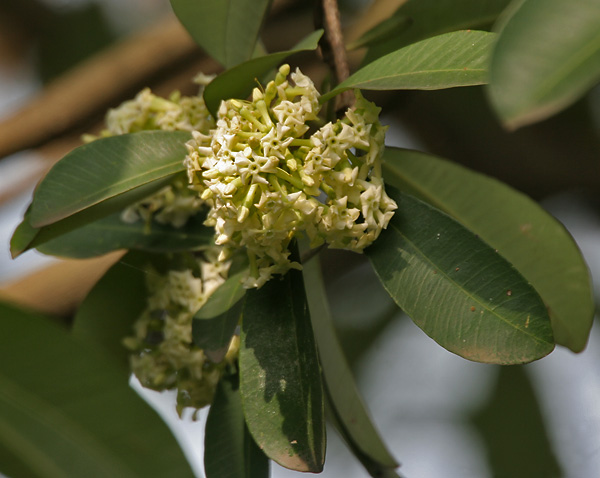
Feuille et fleurs (Kolkata, Bengale occidental, Inde)
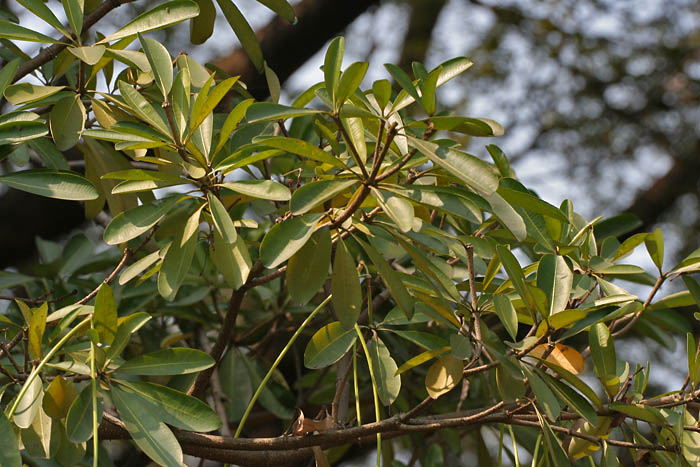
Feuilles et fruits (Kolkata, Bengale occidental, Inde)
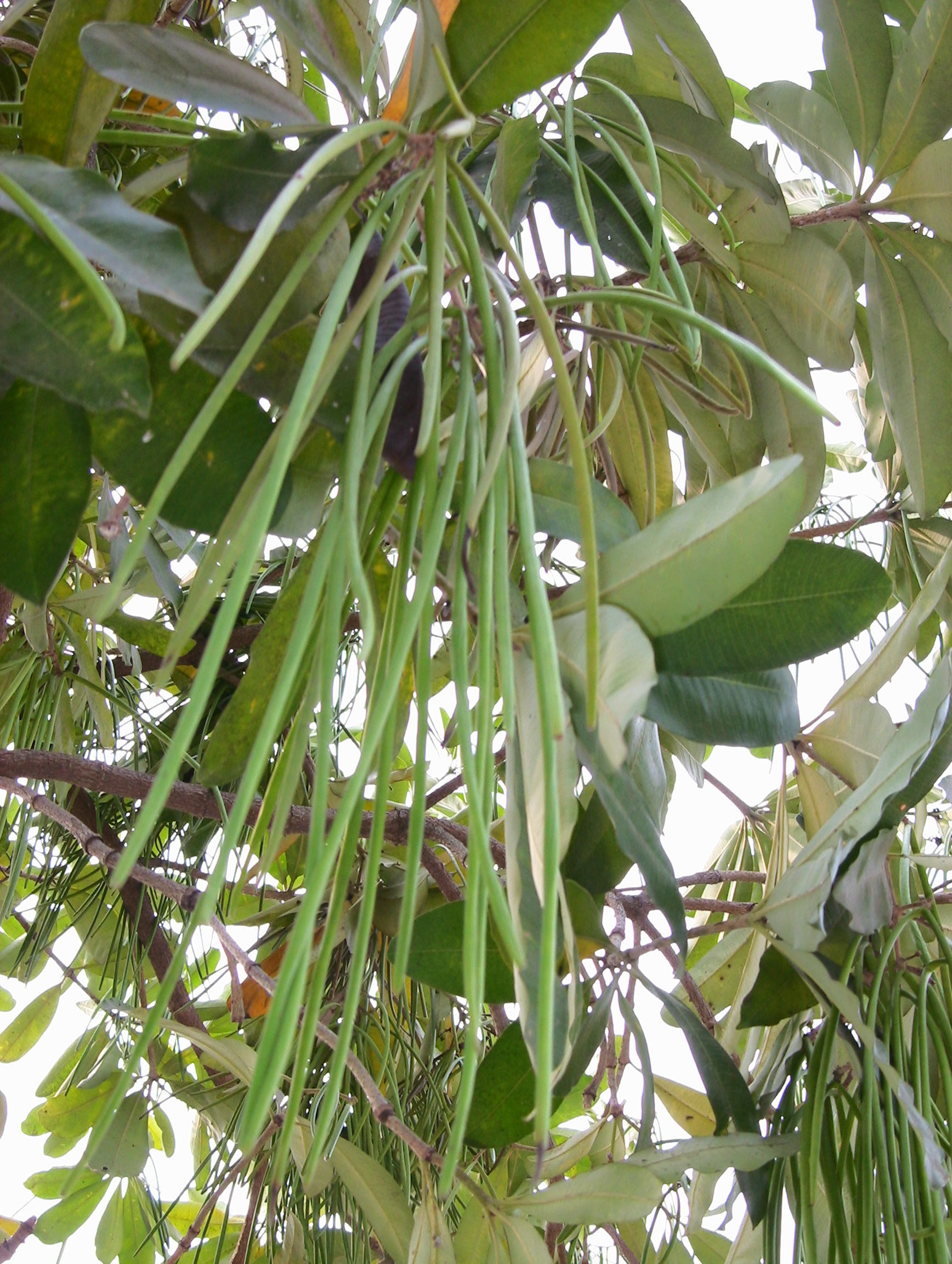
Fruits
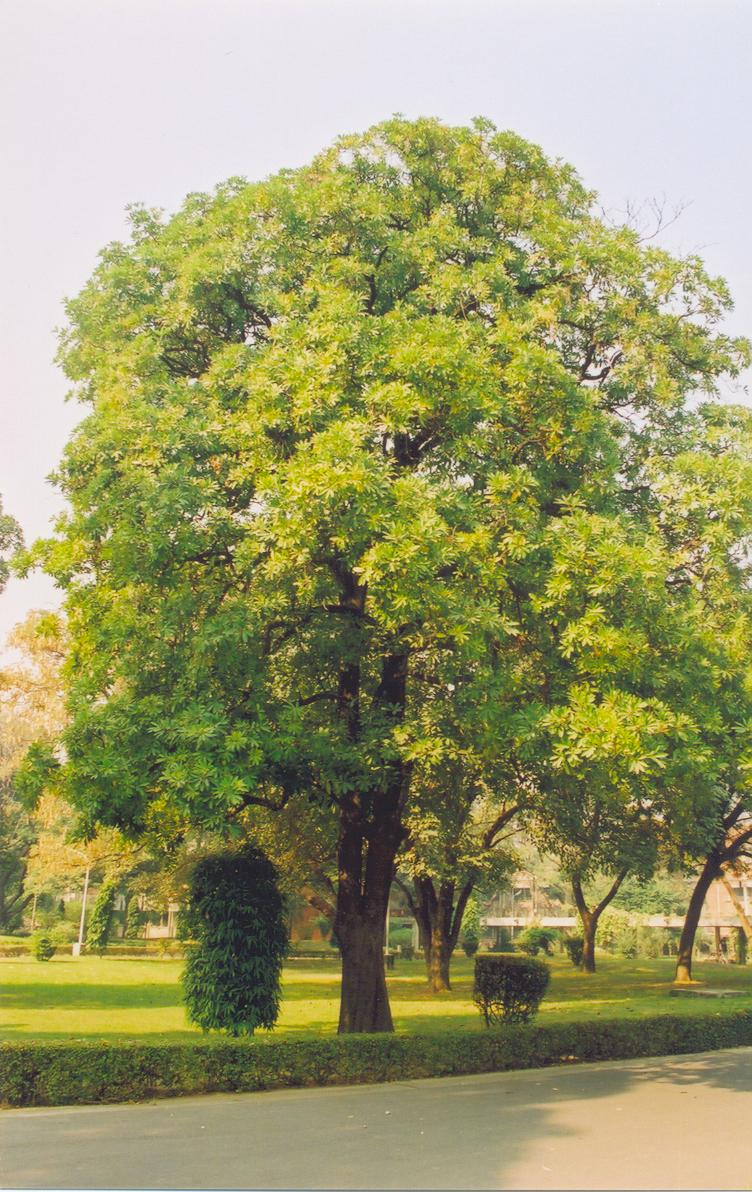
Alstonia scholaris sur le campus de l'Institut indien de technologie de Kanpur